# Campionato europeo maschile di pallacanestro Under-18 1968
Il 3º Campionato europeo di pallacanestro maschile Under-18 (noto anche come FIBA Europe Under-18 Championship 1968) si è svolto in Spagna, presso Vigo, dal 2 al 10 agosto 1968.

## Squadre partecipanti
- Austria
- Cecoslovacchia
- Finlandia
- Germania Ovest
- Grecia
- Israele

- Italia
- Jugoslavia
- Polonia
- Spagna
- Turchia
- Unione Sovietica

## Primo turno
Le squadre sono divise in 2 gruppi da 6 squadre, con gironi all'italiana. Le prime tre si qualificano per la fase successiva ad eliminazione diretta, mentre le ultime tre giocano per il 9-12 posto.

### Gruppo A
| Pos | Squadra          | G | V | P | PF  | PS  | DP   | Pt | Qualificazione                  |
| --- | ---------------- | - | - | - | --- | --- | ---- | -- | ------------------------------- |
| 1   | Unione Sovietica | 5 | 5 | 0 | 370 | 255 | +115 | 10 | Qualificata alla semifinale     |
| 2   | Italia           | 5 | 4 | 1 | 277 | 252 | +25  | 9  | Qualificate ai quarti di finale |
| 3   | Turchia          | 5 | 3 | 2 | 363 | 336 | +27  | 8  | Qualificate ai quarti di finale |
| 4   | Polonia          | 5 | 2 | 3 | 314 | 335 | −21  | 7  |                                 |
| 5   | Israele          | 5 | 1 | 4 | 295 | 319 | −24  | 6  |                                 |
| 6   | Austria          | 5 | 0 | 5 | 291 | 413 | −122 | 5  |                                 |

| Giorno   | Orario | Squadra 1        | Risultato | Squadra 2        |
| -------- | ------ | ---------------- | --------- | ---------------- |
| 2 agosto | 12:30  | Austria          | 76 - 82   | Polonia          |
| 2 agosto | 17:45  | Italia           | 60 - 56   | Turchia          |
| 2 agosto | 22:45  | Unione Sovietica | 57 - 40   | Israele          |
| 3 agosto | 11:00  | Austria          | 55 - 88   | Turchia          |
| 3 agosto | 18:30  | Polonia          | 57 - 55   | Israele          |
| 3 agosto | 22:45  | Unione Sovietica | 60 - 46   | Italia           |
| 4 agosto | 11:00  | Austria          | 63 - 88   | Israele          |
| 4 agosto | 18:30  | Italia           | 52 - 39   | Polonia          |
| 4 agosto | 22:45  | Unione Sovietica | 84 - 60   | Turchia          |
| 5 agosto | 11:00  | Israele          | 47 - 60   | Italia           |
| 5 agosto | 20:00  | Austria          | 47 - 94   | Unione Sovietica |
| 5 agosto | 22:45  | Turchia          | 77 - 72   | Polonia          |
| 6 agosto | 12:30  | Austria          | 50 - 61   | Italia           |
| 6 agosto | 18:30  | Israele          | 65 - 82   | Turchia          |
| 6 agosto | 22:45  | Unione Sovietica | 75 - 64   | Polonia          |

### Gruppo B
| Pos | Squadra        | G | V | P | PF  | PS  | DP   | Pt | Qualificazione                  |
| --- | -------------- | - | - | - | --- | --- | ---- | -- | ------------------------------- |
| 1   | Jugoslavia     | 5 | 5 | 0 | 438 | 316 | +122 | 10 | Qualificata alla semifinale     |
| 2   | Spagna         | 5 | 4 | 1 | 340 | 282 | +58  | 9  | Qualificate ai quarti di finale |
| 3   | Grecia         | 5 | 3 | 2 | 331 | 330 | +1   | 8  | Qualificate ai quarti di finale |
| 4   | Cecoslovacchia | 5 | 2 | 3 | 341 | 345 | −4   | 7  |                                 |
| 5   | Finlandia      | 5 | 1 | 4 | 335 | 350 | −15  | 6  |                                 |
| 6   | Germania Ovest | 5 | 0 | 5 | 225 | 387 | −162 | 5  |                                 |

| Giorno   | Orario | Squadra 1      | Risultato | Squadra 2      |
| -------- | ------ | -------------- | --------- | -------------- |
| 2 agosto | 10:15  | Germania Ovest | 46 - 96   | Jugoslavia     |
| 2 agosto | 11:00  | Finlandia      | 54 - 64   | Grecia         |
| 2 agosto | 20:00  | Spagna         | 78 - 50   | Cecoslovacchia |
| 3 agosto | 12:30  | Germania Ovest | 52 - 65   | Grecia         |
| 3 agosto | 20:00  | Finlandia      | 56 - 73   | Spagna         |
| 3 agosto | 22:15  | Jugoslavia     | 90 - 70   | Cecoslovacchia |
| 4 agosto | 12:30  | Germania Ovest | 37 - 72   | Cecoslovacchia |
| 4 agosto | 20:00  | Grecia         | 59 - 63   | Spagna         |
| 4 agosto | 22:15  | Jugoslavia     | 84 - 68   | Finlandia      |
| 5 agosto | 12:30  | Cecoslovacchia | 78 - 68   | Finlandia      |
| 5 agosto | 18:30  | Grecia         | 71 - 90   | Jugoslavia     |
| 5 agosto | 23:45  | Germania Ovest | 39 - 65   | Spagna         |
| 6 agosto | 11:00  | Cecoslovacchia | 71 - 72   | Grecia         |
| 6 agosto | 20:00  | Spagna         | 61 - 78   | Jugoslavia     |
| 6 agosto | 20:15  | Germania Ovest | 51 - 89   | Finlandia      |

## Fase a eliminazione diretta

### Tabellone dal 7º al 12º posto
|  | Quarti di finale 7º/12º posto | Quarti di finale 7º/12º posto |           |         | Semifinali 7º/10º posto | Semifinali 7º/10º posto |  |  | Finale 7º posto | Finale 7º posto |
|  |                               |                               |           |         |                         |                         |  |  |                 |                 |
|  |                               |                               |           |         |                         |                         |  |  |                 |                 |
|  |                               |                               |           |         |                         |                         |  |  |                 |                 |
|  | Israele                       | 89                            |           |         |                         |                         |  |  |                 |                 |
|  | Israele                       | 89                            |           |         |                         |                         |  |  |                 |                 |
|  | Germania Ovest                | 60                            |           |         |                         |                         |  |  |                 |                 |
|  | Germania Ovest                | 60                            | Israele   | 91      |                         |                         |  |  |                 |                 |
|  |                               |                               | Israele   | 91      |                         |                         |  |  |                 |                 |
|  |                               | Cecoslovacchia                | 60        |         |                         |                         |  |  |                 |                 |
|  | Cecoslovacchia                | Cecoslovacchia                | 60        |         |                         |                         |  |  |                 |                 |
|  |                               |                               |           |         |                         |                         |  |  |                 |                 |
|  |                               |                               |           |         |                         |                         |  |  |                 |                 |
|  | Israele                       | 83                            |           |         |                         |                         |  |  |                 |                 |
|  | Israele                       | 83                            |           |         |                         |                         |  |  |                 |                 |
|  |                               | Finlandia                     | 75        |         |                         |                         |  |  |                 |                 |
|  | Finlandia                     | Finlandia                     | 75        | 98      |                         |                         |  |  |                 |                 |
|  | Finlandia                     |                               |           | 98      |                         |                         |  |  |                 |                 |
|  | Austria                       | 62                            |           |         |                         |                         |  |  |                 |                 |
|  | Austria                       | 62                            | Finlandia | 88      | Finale 9º posto         | Finale 9º posto         |  |  |                 |                 |
|  |                               |                               | Finlandia | 88      | Finale 9º posto         | Finale 9º posto         |  |  |                 |                 |
|  |                               | Polonia                       | 82        |         |                         |                         |  |  |                 |                 |
|  | Polonia                       | Polonia                       | 82        |         | Cecoslovacchia          | 75                      |  |  |                 |                 |
|  | Polonia                       |                               |           |         | Cecoslovacchia          | 75                      |  |  |                 |                 |
|  |                               |                               |           | Polonia | 81                      |                         |  |  |                 |                 |
|  |                               |                               |           | Polonia | 81                      |                         |  |  |                 |                 |
|  |                               |                               |           |         |                         |                         |  |  |                 |                 |
|  |                               |                               |           |         |                         |                         |  |  |                 |                 |

#### Quarti di finale 7º-12º posto
| Arbitri: | Vladimir Mahovlic José Vallejo |

|                            |       |                            |
| Koren 20 Marcel 16 Duri 15 | Punti | 21 Thimm 10 Kolze 7 Scmell |

| Arbitro: | David Davtan |

|                                       |       |                                        |
| Pavelka 13 Schreiner 12 Gaisrucker 11 | Punti | 20 Sarkhalati 18 Paanamen 16 Mahlamäki |

#### Semifinali 7º-10º posto
| Arbitri: | Goffredo Sussi Rami Kinaci |

|                            |       |                                          |
| Koren 27 Duri 24 Marcel 15 | Punti | 11 Klíma 10 Stehlik, Balaštík 8 Pospíšil |

| Arbitri: | Vladimir Mahovlic Konstantinos Likouresis |

|                                       |       |                             |
| Sarkhalati 23 Mahlamäki 17 Tiainen 12 | Punti | 30 Lecyk 21 Paul 14 Ładniak |

#### Finali 7º-12º posto
| Arbitri: | Mordehai Nahari Pentti Nohynek |

|                              |       |                                     |
| Strack 15 Kolze 12 Scmell 10 | Punti | 22 Pavelka 13 Wiedner 11 Gaisrucker |

| Arbitri: | José Vallejo Alfred Drost |

|                                |       |                                          |
| Balaštík 25 Stehlik 14 Bily 10 | Punti | 22 Krzanowski 12 Lecyk 11 Gardzina, Paul |

| Arbitro: | David Davtan |

|                                  |       |                                      |
| Duri 24 Koren, Shwarth 14 Albo 9 | Punti | 24 Tiainen 18 Mahlamäki 9 Sarkhalati |

### Tabellone dal 1º al 6º posto
|  | Quarti di finale 1º/6º posto | Quarti di finale 1º/6º posto |         |        | Semifinali 1º/4º posto | Semifinali 1º/4º posto |  |  | Finale 1º posto | Finale 1º posto |
|  |                              |                              |         |        |                        |                        |  |  |                 |                 |
|  |                              |                              |         |        |                        |                        |  |  |                 |                 |
|  |                              |                              |         |        |                        |                        |  |  |                 |                 |
|  | Turchia                      | 76                           |         |        |                        |                        |  |  |                 |                 |
|  | Turchia                      | 76                           |         |        |                        |                        |  |  |                 |                 |
|  | Spagna                       | 73                           |         |        |                        |                        |  |  |                 |                 |
|  | Spagna                       | 73                           | Turchia | 43     |                        |                        |  |  |                 |                 |
|  |                              |                              | Turchia | 43     |                        |                        |  |  |                 |                 |
|  |                              | Unione Sovietica             | 75      |        |                        |                        |  |  |                 |                 |
|  | Unione Sovietica             | Unione Sovietica             | 75      |        |                        |                        |  |  |                 |                 |
|  |                              |                              |         |        |                        |                        |  |  |                 |                 |
|  |                              |                              |         |        |                        |                        |  |  |                 |                 |
|  | Unione Sovietica             | 82                           |         |        |                        |                        |  |  |                 |                 |
|  | Unione Sovietica             | 82                           |         |        |                        |                        |  |  |                 |                 |
|  |                              | Jugoslavia                   | 73      |        |                        |                        |  |  |                 |                 |
|  | Italia                       | Jugoslavia                   | 73      | 63     |                        |                        |  |  |                 |                 |
|  | Italia                       |                              |         | 63     |                        |                        |  |  |                 |                 |
|  | Grecia                       | 59                           |         |        |                        |                        |  |  |                 |                 |
|  | Grecia                       | 59                           | Italia  | 70     | Finale 3º posto        | Finale 3º posto        |  |  |                 |                 |
|  |                              |                              | Italia  | 70     | Finale 3º posto        | Finale 3º posto        |  |  |                 |                 |
|  |                              | Jugoslavia                   | 74      |        |                        |                        |  |  |                 |                 |
|  | Jugoslavia                   | Jugoslavia                   | 74      |        | Turchia                | 44                     |  |  |                 |                 |
|  | Jugoslavia                   |                              |         |        | Turchia                | 44                     |  |  |                 |                 |
|  |                              |                              |         | Italia | 53                     |                        |  |  |                 |                 |
|  |                              |                              |         | Italia | 53                     |                        |  |  |                 |                 |
|  |                              |                              |         |        |                        |                        |  |  |                 |                 |
|  |                              |                              |         |        |                        |                        |  |  |                 |                 |

#### Quarti di finale 1º-6º posto
| Arbitro: | Istvan Szabo |

|                                     |       |                            |
| Santillana 17 Rodríguez 16 Costa 11 | Punti | 19 Tahir 17 Tosun 16 Guney |

| Arbitri: | André Pythoud Alfred Drost |

|                                  |       |                                     |
| Viola 15 Celoria 14 Bariviera 10 | Punti | 18 Iordanidis 15 Stamellos 8 Kontos |

#### Semifinali 1º-4º posto
| Arbitri: | André Pythoud Kurt Geisberger |

|                                   |       |                                    |
| Dedeoglu 14 Germen 11 Vekiloğlu 6 | Punti | 20 Salumets 12 Sidiakine 9 Girskis |

| Arbitri: | Vladimir Novotny Maurice D'hindt |

|                                 |       |                                            |
| Jelovac 19 Šolman 16 Slavnić 15 | Punti | 19 Bariviera 14 Viola 10 Bertini, Meneghin |

#### Finali 1º-6º posto
| Arbitri: | Vladimir Novotny Goffredo Sussi |

|                                 |       |                                         |
| Kontos 22 Stamellos 11 Bazios 9 | Punti | 22 Santillana 20 Rodríguez 16 Sagi-Vela |

| Arbitri: | André Pythoud Maurice D'hondt |

|                                           |       |                          |
| Viola 16 Bariviera, Meneghin 14 Celoria 5 | Punti | 21 Tahir 8 Guney 5 Tosun |

| Arbitro: | Istvan Szabo |

|                                 |       |                                      |
| Vučinić 23 Jelovac 14 Šolman 13 | Punti | 33 Salumets 20 Sidiakine 10 Golubkov |

## Classifica finale
| Campione d'Europa | Campione d'Europa | Campione d'Europa |
| ----------------- | ----------------- | ----------------- |
| Unione Sovietica  |                   |                   |
| Argento           | Jugoslavia        |                   |
| Bronzo            | Italia            |                   |
| 4.                | Turchia           |                   |
| 5.                | Spagna            |                   |
| 6.                | Grecia            |                   |
| 7.                | Israele           |                   |
| 8.                | Finlandia         |                   |
| 9.                | Polonia           |                   |
| 10.               | Cecoslovacchia    |                   |
| 11.               | Germania Ovest    |                   |
| 12.               | Austria           |                   |

Formazione Campione
Unione Sovietica
- 4 Jaak Salumets
- 7 Aleksandr Sidjakin
- 8 Alexey Choukchine
- 9 Aleksandar Vasutinskiy
- 10 Valerij Miloserdov
- 11 Eugeni Zakharov
- 13 Saailious Patkauskas
- 14 Evgenij Kovalenko
- 15 Aleksandr Belov

Formazione Secondo posto
Jugoslavia
- 4 Žarko Zečević
- 5 Dragan Đukić
- 6 Ivan Sarjanović
- 7 Vinko Jelovac
- 8 Dragiša Vučinić
- 9 Zoran Slavnić
- 10 Mihajlo Manović
- 11 Ljubodrag Simonović
- 12 Damir Šolman
- 13 Stanislav Bizjak
- 14 Franjo Luković
- 15 Sadik Zejnilović

Formazione Terzo posto
Italia
- 4 Giorgio Giomo
- 5 Bruno Riva
- 6 Franco Meneghel
- 7 Cesare Celoria
- 8 Carlo Bertini
- 9 Renzo Bariviera
- 10 Paolo Viola
- 11 Vincenzo Errico
- 12 Dario Narder
- 13 Dino Meneghin
- 14 Gianni Bertolotti
- 15 Massimo Lucarelli

## Statistiche

### Migliori realizzatori
| Giocatore           | Punti totali | Partite | Media |
| ------------------- | ------------ | ------- | ----- |
| Vinko Jelovac       | 168          | 7       | 24,0  |
| Giora Dori          | 139          | 8       | 17,4  |
| Jaak Salumets       | 132          | 7       | 18,9  |
| Cristóbal Rodríguez | 124          | 7       | 17,7  |
| Reşat Güney         | 121          | 8       | 15,1  |
| Aleksandr Sidjakin  | 115          | 7       | 16,4  |
| Paulos Stamelos     | 114          | 7       | 16,3  |
| Apostolos Kontos    | 109          | 7       | 15,6  |

Fonte: (EN) Player Leaders, in FIBA.

### Migliori squadre
| Squadra          | Punti totali | Partite | Media |
| ---------------- | ------------ | ------- | ----- |
| Jugoslavia       | 585          | 7       | 83,6  |
| Unione Sovietica | 527          | 7       | 75,3  |
| Finlandia        | 596          | 8       | 74,5  |
| Spagna           | 491          | 7       | 70,1  |
| Israele          | 558          | 8       | 69,8  |
| Polonia          | 477          | 7       | 68,1  |
| Cecoslovacchia   | 476          | 7       | 68,0  |
| Turchia          | 526          | 8       | 65,8  |
| Grecia           | 453          | 7       | 64,7  |
| Austria          | 410          | 7       | 58,6  |
| Italia           | 463          | 8       | 57,9  |
| Germania Ovest   | 349          | 7       | 49,9  |

Fonte: (EN) Team Leaders, in FIBA.